# Fie Woller
Fie Woller (n. 17 septembrie 1992, Herning, Ringkjøbing Amt, Danemarca) este o handbalistă din Danemarca care evoluează pe postul de extremă stânga pentru clubul românesc CS Minaur Baia Mare. Din 2011 până în 2020, ea a fost și componentă a echipei naționale a Danemarcei.

## Biografie
Fie Woller a început să joace handbal în 1997 la Snejbjerg S. G. & I. după care în 2007 s-a transferat la Ikast. În 2009 a debutat la echipa de senioare din Ikast, denumită în acea vreme FC Midtjylland, împreună cu care a câștigat de trei ori titlul în Danemarca și de trei ori Cupa Danemarcei. Alături de naționala de junioare, a participat la Campionatul European de Junioare ediția 2009 din Serbia, unde Danemarca a câștigat medaliile de aur. În primăvara lui 2011, ea a câștigat, alături de FC Midtjylland, Cupa EHF. De asemenea, a făcut parte din naționala de tineret la Campionatul European de Tineret din Țările de Jos 2011, unde Danemarca a cucerit titlul.
A debutat la naționala de senioare a Danemarcei pe 20 septembrie 2011. În 2015, împreună cu FC Midtjylland, a câștigat Cupa Cupelor. Împreună cu naționala a participat la Euro 2016, unde Danemarca a terminat pe locul IV, fiind învinsă de selecționata franceză în meciul pentru medalia de bronz. Cu o jumătate de an înainte de expirarea contractului cu FC Midtjylland, în noiembrie 2017, Fie Woller s-a transferat în Germania, la SG BBM Bietigheim. În 2020, ea s-a mutat în Franța pentru a juca pentru Bourg-de-Péage Drôme Handball iar după un sezon a semnat cu Neptunes de Nantes. Un an mai târziu ea s-a întors în Danemarca pentru a evolua pentru København Håndbold. În vara lui 2023, ea s-a transferat la Rødovre Håndboldklub iar în decembrie 2023 a semnat cu CSM Corona Brașov.
În 2024, Fie Woller s-a transferat la CS Minaur Baia Mare.
Fie Woller are o soră geamănă Cecilie Woller, tot handbalistă care joacă pe postul de centru.

## Palmares
- Campionatul European de Junioare:
  -  Câștigătoare: 2009

- Campionatul European de Tineret:
  -  Câștigătoare: 2011

- Liga Campionilor:
  - Locul 4 (Turneul Final Four): 2014
  - Grupe principale: 2012, 2016, 2018
  - Grupe: 2017, 2019, 2020
  - Calificări: 2015

- Cupa Cupelor:
  -  Câștigătoare: 2015
  - Turul 4: 2010

- Liga Europeană:
  - Grupe: 2022

- Cupa EHF:
  -  Câștigătoare: 2011
  -  Finalistă: 2017
  - Semifinalistă: 2013
  - Grupe: 2019, 2020

- Campionatul Danemarcei:
  -  Câștigătoare: 2011, 2013, 2015
  -  Medalie de argint: 2014, 2016
  -  Medalie de bronz: 2012

- Cupa Danemarcei:
  -  Câștigătoare: 2012, 2014, 2015
  -  Medalie de argint: 2013
  -  Medalie de bronz: 2012

- Supercupa Danemarcei:
  -  Câștigătoare: 2013, 2014, 2016
  -  Medalie de argint: 2011, 2015

- Campionatul Germaniei:
  -  Câștigătoare: 2017, 2019
  -  Medalie de argint: 2018

- Cupa Germaniei:
  -  Medalie de argint: 2018, 2019
  - Semifinalistă: 2017

- Supercupa Germaniei:
  -  Câștigătoare: 2017, 2019

## Distincții individuale
- Cea mai bună extremă stânga (All-Star Team) la Campionatul European de Tineret: 2011;[15]